# Maesbury
Maesbury – wieś w Anglii, w hrabstwie Shropshire. Leży 22 km na północny zachód od miasta Shrewsbury i 246 km na północny zachód od Londynu.